# Arrondissement del dipartimento dell'Isère

I tre arrondissement del dipartimento dell'Isère nella regione Alvernia-Rodano-Alpi dal 2017

Gli arrondissement del dipartimento dell'Isère, nella regione francese dell'Alvernia-Rodano-Alpi, sono tre: Grenoble (capoluogo Grenoble), La Tour-du-Pin (La Tour-du-Pin)  e Vienne (Vienne).

## Composizione
| Nome                             | Codice INSEE | N° di comuni | Superficie km2 | Popolazione | Densità (abitanti/km2) |
| -------------------------------- | ------------ | ------------ | -------------- | ----------- | ---------------------- |
| Arrondissement di Grenoble       | 381          | 113          | 4 398,7        | 741 146     | 168                    |
| Arrondissement di La Tour-du-Pin | 382          | 149          | 1 543,1        | 307 743     | 199                    |
| Arrondissement di Vienne         | 383          | 102          | 1 489,7        | 214 674     | 144                    |
| Dipartimento dell'Isère          | 38           | 364          | 7 431,5        | 1 263 563   | 170                    |

## Storia
- 1790: istituzione del dipartimento dell'Isère con quattro distretti: Grenoble, La Tour-du-Pin, Saint-Marcellin e Vienne.
- 1800: istituzione degli arrondissement di:  Grenoble, La Tour-du-Pin, Saint-Marcellin, Vienne.
- 1926: soppressione dell'arrondissement di Saint-Marcellin.[5][6]
- 2015: modifica dei confini degli arrondissement a causa della fusione dei comuni di Eclose e Badinières. Il nuovo comune Eclose-Badinières si trova compreso nell'arrondissement di La Tour-du-Pin.[7]
- 2017: con decreto prefettizio, trentuno comuni cambiano arrondissement per adattarsi alla nuova suddivisione intercomunale:
  - ventiquattro comuni sono trasferiti dall'arrondissement di Grenoble all'arrondissement di Vienne;
  - un comune è trasferito dall'arrondissement di La Tour-du-Pin all'arrondissement di Vienne;
  - sei comuni sono trasferiti dall'arrondissement di Vienne all'arrondissement di La Tour-du-Pin.[8]